# Éverton Ribeiro
Éverton Augusto de Barros Ribeiro (Arujá, Estado de São Paulo, 10 de abril de 1989), conocido como Éverton Ribeiro o simplemente Éverton, es un futbolista brasileño. Juega como centrocampista y su equipo actual es el Bahia del Campeonato Brasileño de Serie A.

## Carrera

### Corinthians
Nacido en Arujá, pero criado en Santa Isabel, ambos en el estado de São Paulo, Ribeiro se unió a las categorías juveniles del Corinthians en 2001, a la edad de diez años, como lateral izquierdo. Fue promovido al primer equipo en 2007 por el entrenador Paulo César Carpegiani, pero solo jugó en cuatro partidos ese año, cuando el equipo sufrió el descenso.

#### São Caetano (préstamo)
El 21 de julio de 2008, después de la llegada de Wellington Saci, Ribeiro fue cedido al São Caetano, donde durante su estadía de dos años en el equipo, se convirtió exitosamente en un mediocampista ofensivo.

### Coritiba
Ribeiro regresó al Timão en enero de 2011, pero fue vendido al Coritiba por una tarifa de R$ 1.5 millones el 21 de febrero. En Coritiba, jugó ocho partidos y ganó el Campeonato Paranaense de ese año, anotando un gol en la victoria por 4-1 contra el Roma Esporte Apucarana.
En la siguiente temporada, Ribeiro anotó cinco goles en 15 partidos y ayudó al equipo a defender su título en el Campeonato Paranaense. En la final contra el Clube Atlético Paranaense, anotó en el empate 2-2 en el partido de ida y convirtió el gol decisivo en la tanda de penales en el partido de vuelta para darle a su equipo el título.
Ribeiro terminó la temporada 2012 como el máximo goleador del Coritiba en la Serie A junto con su compañero Deivid, con ocho goles. El 26 de agosto de 2012, Ribeiro fue expulsado en una derrota por 3-1 ante Figueirense por una falta sobre Fernandes.

### Cruzeiro
El 8 de enero de 2013, Cruzeiro alcanzó un acuerdo con Coritiba por Ribeiro, y tres días después firmó un contrato de cuatro años.
Durante su estadía de dos años en Raposa, Ribeiro fue una pieza clave en el ataque junto con Ricardo Goulart. Fue elegido el mejor jugador del año de la Serie A en dos ocasiones consecutivas, mientras que su equipo fue coronado campeón en dos ocasiones.

### Al-Ahli
Después de ser vinculado a clubes como Manchester United, Milan, Monaco y Real Madrid durante la ventana de transferencias de invierno de 2015, Ribeiro se mudó al Al-Ahli Dubai el 2 de febrero de 2015 por una tarifa de transferencia reportada de €15 millones.
Dos días después, debutó en la temporada UAE Arabian Gulf League, anotando en una victoria en casa por 2-0 sobre Al-Sharjah asistido por Luis Jiménez, un minuto después de reemplazar a Habib Fardan. Ganó su primer título con el club el 27 de marzo, al entrar como suplente al final de la victoria por 1-0 sobre Al Ain en la Super Copa, en el Estadio Mohammed Bin Zayed en Abu Dhabi. Terminó la campaña con 3 goles en 12 partidos de liga. En la Liga de Campeones de la AFC de ese año, anotó 4 goles en 14 partidos, incluido uno en la victoria por 4-3 en el resultado global de la semifinal contra Al-Hilal; el equipo perdió la final continental por un gol contra Guangzhou Evergrande Taobao.
El 19 de agosto de 2015, en el primer partido de la nueva temporada nacional, Ribeiro anotó dos goles, incluido un penalti, en una victoria por 8-1 en casa sobre Al-Fujairah, y asistió a su compatriota Lima en dos goles más. Su equipo ganó la liga, y Ribeiro declaró a los medios que la victoria justificaba su sorprendente transferencia al equipo.

### Flamengo
El 5 de junio de 2017, un asociado de Ribeiro dijo que había rescindido su contrato con Al Ahli para regresar al fútbol brasileño. Más tarde ese día, firmó con el Flamengo, que pagó €6 millones por el 100% de sus derechos económicos, en un contrato que se extiende hasta 2021.
El 13 de diciembre de 2019, Ribeiro extendió su contrato con Flamengo hasta diciembre de 2023.

## Selección nacional
Fue uno de los integrantes de la selección de fútbol sub-20 del Brasil. Es internacional absoluto con la selección de fútbol de Brasil desde 2014.

### Participaciones en Copas del Mundo
| Mundial      | Sede  | Resultado        | Partidos | Goles |
| ------------ | ----- | ---------------- | -------- | ----- |
| Mundial 2022 | Catar | Cuartos de final | 1        | 0     |

### Participaciones en Copas América
| Copa              | Sede   | Resultado        | Partidos | Goles |
| ----------------- | ------ | ---------------- | -------- | ----- |
| Copa América 2015 | Chile  | Cuartos de final | 2        | 0     |
| Copa América 2021 | Brasil | Subcampeón       | 5        | 1     |

## Estadísticas
| Club                       | Temporada     | Liga  | Liga  | Liga   | Estatal      | Estatal      | Estatal      | Copa nacional | Copa nacional | Copa nacional | Copa internacional | Copa internacional | Copa internacional | Total | Total | Total  | Media goleadora |
| Club                       | Temporada     | Part. | Goles | Asist. | Part.        | Goles        | Asist.       | Part.         | Goles         | Asist.        | Part.              | Goles              | Asist.             | Part. | Goles | Asist. | Media goleadora |
| -------------------------- | ------------- | ----- | ----- | ------ | ------------ | ------------ | ------------ | ------------- | ------------- | ------------- | ------------------ | ------------------ | ------------------ | ----- | ----- | ------ | --------------- |
| S. C. Corinthians · Brasil | 2007          | 4     | 0     | 0      | 2            | 0            | 1            | 2             | 0             | 1             | —                  | —                  | —                  | 8     | 0     | 2      | 0.00            |
| S. C. Corinthians · Brasil | 2008          | 2     | 0     | 0      | 6            | 0            | 1            | 2             | 0             | 0             | —                  | —                  | —                  | 10    | 0     | 1      | 0.00            |
| S. C. Corinthians · Brasil | Total         | 6     | 0     | 0      | 8            | 0            | 2            | 4             | 0             | 1             | 0                  | 0                  | 0                  | 18    | 0     | 3      | 0.00            |
| São Caetano · Brasil       | 2008          | 12    | 0     | 3      | —            | —            | —            | —             | —             | —             | —                  | —                  | —                  | 12    | 0     | 3      | 0.00            |
| São Caetano · Brasil       | 2009          | 30    | 2     | 3      | 7            | 0            | 2            | —             | —             | —             | —                  | —                  | —                  | 37    | 2     | 5      | 0.05            |
| São Caetano · Brasil       | 2010          | 29    | 4     | 10     | 21           | 2            | 9            | —             | —             | —             | —                  | —                  | —                  | 50    | 6     | 19     | 0.12            |
| São Caetano · Brasil       | Total         | 71    | 6     | 16     | 28           | 2            | 11           | 0             | 0             | 0             | 0                  | 0                  | 0                  | 99    | 8     | 27     | 0.08            |
| Coritiba · Brasil          | 2011          | 14    | 0     | 2      | 9            | 1            | 0            | 3             | 1             | 0             | —                  | —                  | —                  | 26    | 2     | 2      | 0.08            |
| Coritiba · Brasil          | 2012          | 29    | 8     | 3      | 15           | 5            | 1            | 10            | 4             | 1             | 2                  | 1                  | 1                  | 56    | 18    | 6      | 0.32            |
| Coritiba · Brasil          | Total         | 43    | 8     | 5      | 23           | 6            | 1            | 13            | 5             | 1             | 2                  | 1                  | 1                  | 82    | 20    | 8      | 0.24            |
| Cruzeiro E. C. · Brasil    | 2013          | 35    | 7     | 11     | 16           | 5            | 2            | 6             | 3             | 3             | —                  | —                  | —                  | 57    | 15    | 16     | 0.26            |
| Cruzeiro E. C. · Brasil    | 2014          | 31    | 6     | 12     | 14           | 2            | 4            | 4             | 0             | 0             | 10                 | 1                  | 3                  | 59    | 9     | 19     | 0.15            |
| Cruzeiro E. C. · Brasil    | Total         | 66    | 13    | 23     | 30           | 7            | 6            | 10            | 3             | 3             | 10                 | 1                  | 3                  | 116   | 24    | 35     | 0.21            |
| Al-Ahli · EAU              | 2014-15       | 12    | 3     | 1      | Inexistentes | Inexistentes | Inexistentes | 5             | 1             | 1             | 14                 | 4                  | 3                  | 31    | 8     | 5      | 0.26            |
| Al-Ahli · EAU              | 2015-16       | 26    | 9     | 9      | Inexistentes | Inexistentes | Inexistentes | 7             | 1             | 2             | —                  | —                  | —                  | 33    | 10    | 11     | 0.3             |
| Al-Ahli · EAU              | 2016-17       | 22    | 5     | 6      | Inexistentes | Inexistentes | Inexistentes | 9             | 1             | 4             | 8                  | 2                  | 2                  | 39    | 8     | 12     | 0.21            |
| Al-Ahli · EAU              | Total         | 60    | 17    | 16     | 0            | 0            | 0            | 21            | 3             | 7             | 22                 | 6                  | 5                  | 103   | 26    | 28     | 0.25            |
| C. R. Flamengo · Brasil    | 2017          | 29    | 4     | 4      | 1            | 1            | 0            | —             | —             | —             | 10                 | 2                  | 2                  | 40    | 7     | 6      | 0.18            |
| C. R. Flamengo · Brasil    | 2018          | 35    | 6     | 5      | 9            | 1            | 1            | 6             | 1             | 0             | 7                  | 2                  | 1                  | 57    | 10    | 7      | 0.18            |
| C. R. Flamengo · Brasil    | 2019          | 32    | 2     | 7      | 12           | 1            | 4            | 4             | 0             | 2             | 14                 | 3                  | 3                  | 62    | 6     | 16     | 0.1             |
| C. R. Flamengo · Brasil    | 2020          | 33    | 7     | 6      | 12           | 1            | 0            | 4             | 0             | 0             | 8                  | 2                  | 3                  | 57    | 10    | 9      | 0.18            |
| C. R. Flamengo · Brasil    | 2021          | 22    | 2     | 3      | 8            | 0            | 0            | 7             | 0             | 2             | 13                 | 0                  | 4                  | 50    | 2     | 9      | 0.04            |
| C. R. Flamengo · Brasil    | 2022          | 30    | 2     | 4      | 12           | 1            | 1            | 9             | 0             | 3             | 12                 | 4                  | 2                  | 63    | 7     | 10     | 0.11            |
| C. R. Flamengo · Brasil    | 2023          | 30    | 3     | 4      | 11           | 0            | 1            | 10            | 0             | 1             | 11                 | 0                  | 1                  | 62    | 3     | 7      | 0.05            |
| C. R. Flamengo · Brasil    | Total         | 211   | 26    | 33     | 65           | 5            | 7            | 40            | 1             | 8             | 75                 | 13                 | 16                 | 391   | 45    | 64     | 0.12            |
| Bahia · Brasil             | 2024          | 37    | 2     | 5      | 16           | 4            | 3            | 8             | 0             | 2             | —                  | —                  | —                  | 61    | 6     | 10     | 0.1             |
| Bahia · Brasil             | 2025          | 16    | 2     | 0      | 11           | 1            | 3            | 3             | 0             | 0             | 11                 | 0                  | 0                  | 41    | 3     | 3      | 0.07            |
| Bahia · Brasil             | Total         | 53    | 4     | 5      | 27           | 5            | 6            | 11            | 0             | 2             | 11                 | 0                  | 0                  | 102   | 9     | 13     | 0.09            |
| Total carrera              | Total carrera | 510   | 74    | 98     | 182          | 25           | 33           | 99            | 12            | 22            | 120                | 21                 | 25                 | 911   | 132   | 178    | 0.14            |

### Participaciones en mundial de clubes de la FIFA
| Torneo                                 | Sede      | Club     | Resultado    | Partidos | Goles |
| -------------------------------------- | --------- | -------- | ------------ | -------- | ----- |
| Copa Mundial de Clubes de la FIFA 2019 | Catar     | Flamengo | Subcampeón   | 2        | 0     |
| Copa Mundial de Clubes de la FIFA 2022 | Marruecos | Flamengo | Tercer lugar | 2        | 0     |

## Palmarés

### Campeonatos regionales
| Título                | Club           | Región         | Año  |
| --------------------- | -------------- | -------------- | ---- |
| Campeonato Paranaense | Coritiba       | Paraná         | 2011 |
| Campeonato Paranaense | Coritiba       | Paraná         | 2012 |
| Campeonato Mineiro    | Cruzeiro E. C. | Minas Gerais   | 2014 |
| Campeonato Carioca    | C. R. Flamengo | Río de Janeiro | 2019 |
| Campeonato Carioca    | C. R. Flamengo | Río de Janeiro | 2020 |
| Campeonato Carioca    | C. R. Flamengo | Río de Janeiro | 2021 |

### Títulos nacionales
| Título                  | Club           | País   | Año     |
| ----------------------- | -------------- | ------ | ------- |
| Serie A                 | Cruzeiro E. C. | Brasil | 2013    |
| Serie A                 | Cruzeiro E. C. | Brasil | 2014    |
| Supercopa de los EAU    | Al-Ahli        | EAU    | 2014    |
| UAE Pro League          | Al-Ahli        | EAU    | 2015-16 |
| Supercopa de los EAU    | Al-Ahli        | EAU    | 2016    |
| Copa de Liga de los EAU | Al-Ahli        | EAU    | 2016-17 |
| Serie A                 | C. R. Flamengo | Brasil | 2019    |
| Supercopa de Brasil     | C. R. Flamengo | Brasil | 2020    |
| Serie A                 | C. R. Flamengo | Brasil | 2020    |
| Supercopa de Brasil     | C. R. Flamengo | Brasil | 2021    |
| Copa de Brasil          | C. R. Flamengo | Brasil | 2022    |

### Títulos internacionales
| Título                         | Club (*)       | Sede           | Año  |
| ------------------------------ | -------------- | -------------- | ---- |
| Campeonato Sudamericano Sub-20 | Brasil         | Venezuela      | 2009 |
| Copa Libertadores              | C. R. Flamengo | Lima           | 2019 |
| Recopa Sudamericana            | C. R. Flamengo | Río de Janeiro | 2020 |
| Copa Libertadores              | C. R. Flamengo | Guayaquil      | 2022 |

(*) Incluyendo la selección.